# Bandera de Tazacorte

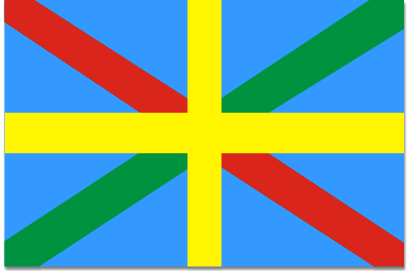
Bandera de Tazacorte.

La bandera del municipio palmero de Tazacorte consiste en un paño rectangular, de seda, tafetán, raso, lanilla o fibra sintética, cuya longitud es vez y media mayor que su ancho, de color azul, dividido por dos franjas en forma de aspas, de color rojo la que une el vértice superior del asta con el vértice inferior en batiente; de color verde, la que une el vértice inferior del asta con el vértice superior en batiente; al centro, una cruz sencilla superpuesta, de color amarillo. 
Se justifica la inclusión de tales colores en la bandera municipal por los siguientes motivos: 
• Azul: como testimonio de la condición costera y pesquera del municipio. 
• Rojo: en referencia al campo de gules del escudo heráldico del municipio. 
• Verde: como expresión del carácter rural y agrícola del municipio. 
• Amarillo: en representación del sol, al ser Tazacorte el municipio de España que cuenta con más horas de sol al año. 